# 列宁是个蘑菇
列宁是个蘑菇（俄語：Ленин — гриб）是苏联音乐家谢尔盖·库廖欣和记者谢尔盖·肖洛霍夫（Sergey Sholokhov）共同炮制的钓钓鱼式恶作剧，该恶作剧经电视播出，造成了很大影响。1991年5月17日，列宁格勒电视台（今俄罗斯第五频道）首先播出了该恶作剧。當時在列宁格勒电视台播出的电视节目《Pyatoe Koleso》上，谢尔盖·肖洛霍夫采访冒充历史学家的库廖欣，库廖欣讲述了自己的新发现，即弗拉基米尔·列宁曾食用大量迷幻蘑菇，最终变成了一株蘑菇和一道无线电波。库廖欣還故意援引各种权威性来源（如卡洛斯·卡斯塔尼达、康斯坦丁·齐奥尔科夫斯基等人的來源）來論證他的觀點。